# 스포츠 스포츠
《KBS 스포츠 스포츠》는 대한민국의 KBS 1TV, KBS 2TV에서 월요일 ~ 목요일 밤 12시 25분, 금요일 새벽 1시에 방송되었던 한국방송공사의 심야 스포츠뉴스 프로그램이다.

## 개요
- 1997년 10월 20일부터 KBS 2TV에서 4시 뉴스와 스포츠로 시작하여 KBS 뉴스와 스포츠를 거쳐 1998년 2월 16일부터 현재의 KBS 스포츠 스포츠로 변경되었으며, 1998년 6월 15일부터 KBS 스포츠뉴스로 변경된 후 1999년 5월 1일에 1차 종영되었다가 2003년 11월 3일부터 KBS 스포츠 스포츠로 재신설되었고, 2010년 5월 7일에 2차 종영되었다.

## 방송 시간
| 방송 채널 | 방송 기간                           | 방송 시간                                                                         |
| --------- | ----------------------------------- | --------------------------------------------------------------------------------- |
| KBS 2TV   | 1997년 10월 20일 ~ 1997년 12월 31일 | 평일 오후 4시 ~ 4시 30분 (30분)                                                   |
| KBS 2TV   | 1998년 1월 5일 ~ 1998년 2월 14일    | 월요일 ~ 토요일 아침 6시 ~ 6시 30분 (30분)                                        |
| KBS 2TV   | 1998년 2월 16일 ~ 1998년 6월 13일   | 월요일 ~ 토요일 아침 6시 30분 ~ 6시 40분 (10분)                                   |
| KBS 2TV   | 1998년 6월 15일 ~ 1998년 10월 10일  | 월요일 ~ 토요일 아침 6시 25분 ~ 6시 40분 (15분)                                   |
| KBS 2TV   | 1998년 10월 12일 ~ 1999년 1월 30일  | 월요일 ~ 토요일 아침 6시 10분 ~ 6시 25분 (15분)                                   |
| KBS 2TV   | 1999년 2월 1일 ~ 1999년 5월 1일     | 월요일 ~ 토요일 아침 6시 15분 ~ 6시 30분 (15분)                                   |
| KBS 2TV   | 2003년 11월 3일 ~ 2004년 10월 29일  | 평일 저녁 8시 40분 ~ 8시 50분 (10분)                                              |
| KBS 2TV   | 2004년 11월 1일 ~ 2007년 4월 26일   | 월요일 ~ 목요일 밤 12시 25분 ~ 12시 35분 (10분)                                   |
| KBS 1TV   | 2007년 4월 30일 ~ 2010년 5월 7일    | 월요일 ~ 목요일 밤 12시 25분 ~ 12시 35분 (10분) 금요일 새벽 1시 ~ 1시 10분 (10분) |

## 역대 앵커
| 역대 | 진행자                   | 진행 기간                           | 비고 |
| ---- | ------------------------ | ----------------------------------- | ---- |
| 1대  | 진양혜 前 아나운서       | 1997년 10월 20일 ~ 1999년 5월 1일   |      |
| 2대  | 이재후 아나운서          | 2003년 11월 3일 ~ 2004년 10월 29일  |      |
| 3대  | 이광용 前 아나운서       | 2004년 11월 1일 ~ 2005년 10월 27일  |      |
| 4대  | 이승연 아나운서          | 2005년 10월 31일 ~ 2006년 11월 16일 |      |
| 5대  | 박노원 대구총국 아나운서 | 2006년 11월 20일 ~ 2008년 3월 28일  |      |
| 6대  | 이영호 아나운서          | 2008년 3월 31일 ~ 2008년 11월 14일  |      |
| 7대  | 김재홍 아나운서          | 2008년 11월 17일 ~ 2009년 4월 17일  |      |
| 8대  | 이유진 기자              | 2009년 10월 19일 ~ 2010년 5월 7일   |      |

## 타이틀 변천사
| 역대 | 타이틀            | 방송 시간                           |
| ---- | ----------------- | ----------------------------------- |
| 1대  | 4시 뉴스와 스포츠 | 1997년 10월 20일 ~ 1997년 12월 31일 |
| 2대  | KBS 뉴스와 스포츠 | 1998년 1월 5일 ~ 1998년 2월 14일    |
| 3대  | KBS 스포츠 스포츠 | 1998년 2월 16일 ~ 1998년 6월 13일   |
| 4대  | KBS 스포츠뉴스    | 1998년 6월 15일 ~ 1999년 5월 1일    |
| 5대  | KBS 스포츠 스포츠 | 2003년 11월 3일 ~ 2010년 5월 7일    |

## 경쟁 프로그램
- 스포츠 투나잇(SBS)